# Aéroport de Rangiroa
L’aéroport de Rangiroa, code IATA : RGI • code OACI : NTTG, est un aérodrome situé sur l'atoll de Rangiroa dans l'archipel des Tuamotu en Polynésie française.
Le premier avion à avoir amerri sur Rangiroa est un hydravion Cams 55.

## Situation
| Nengo-Nengo Marutea-Sud Nukutepipi Ahe Anaa Apataki Arutua Hiva Oa Bora-Bora Tahiti-Fa'a'ā Faaite Fakarava Fangatau Hao Fakahina Hikueru Huahine Kaukura Katiu Kauehi Makemo Manihi Mataiva Maupiti Moorea Napuka Niau Nuku Hiva Nukutavake Puka-Puka Pukarua Raiatea Raivavae Rangiroa Raroia Reao Rimatara Rurutu Takapoto Takaroa Takume Tatakoto Tikehau Totegegie Tubuai Tureia Ua Huka Ua Pou Vahitahi |

### compagnies aériennes et destinations
| Compagnies | Destinations                                                      |
| ---------- | ----------------------------------------------------------------- |
| Air Moana  | Tahiti-Faaa                                                       |
| Air Tahiti | - Bora-Bora - Fakarava - Manihi - Mataiva - Tahiti-Faaa - Tikehau |

Edité le 19/12/2022

## Données de trafic
Nombre de passagers totaux :
Pour des raisons techniques, il est temporairement impossible d'afficher le graphique qui aurait dû être présenté ici.

Voir la requête brute et les sources sur Wikidata.